# 周東美材
周東 美材（しゅうとう よしき、1980年  - ）は、日本の社会学者。日本体育大学体育学部准教授を経て、2018年4月より大東文化大学社会学部講師、2020年4月より同学部准教授。2023年4月より学習院大学法学部教授。童謡の歴史などに焦点をあて、文化社会学、メディア論の観点から日本のポピュラー音楽の歴史について研究している。

## 経歴
群馬県桐生市生まれ。早稲田大学第一文学部を卒業し、東京大学大学院学際情報学府博士課程に学び、2015年に、東京大学で博士（社会情報学）を取得した。同年、東京大学大学院情報学環特任助教となる。
2016年、第46回日本童謡賞において、著書『童謡の近代』が特別賞を受賞し、さらに、日本感性工学会出版賞、第40回日本児童文学学会奨励賞を同書にて受賞した。
2017年、日本体育大学体育学部准教授に就任した。
2018年、大東文化大学社会学部講師に就任した。
2020年、大東文化大学社会学部准教授に就任した。
2023年、学習院大学法学部教授に就任した。

## おもな著書

### 単著
- 童謡の近代 ― メディアの変容と子ども文化 ―　岩波書店（岩波現代全書）2015年[7][8]
- 「未熟さ」の系譜ー宝塚からジャニーズまで―　新潮社（新潮選書）2022年